# Перепілкине
Перепі́лкине (до 1948 року — Камба́р-Ваки́ф, крим. Qambar Vaqıf) — село в Джанкойському районі Автономної Республіки Крим. Розташоване в центральній частині району, входить до складу Зарічненської сільської ради. Населення — 657 особа за переписом 2001 року.

## Географія
Перепілкине — село в центральній частині району, у степовому Криму. Село розташоване на 1 км вище при впадіння в Сиваш річки Стальна. Висота над рівнем моря — 11 м. Сусідні села: Суміжне (1 км на південний захід), Многоводне (2 км на південний схід), Стальне (2,5 км на південь). Відстань до райцентру — близько 15 кілометрів. Там же знаходиться найближча залізнична станція.

## Історія
Вперше село згадується у Камеральному Описі Криму… 1784 року, судячи з якого, в останній період Кримського ханства Конбар входив до Дип Чонгарського кадилику Карасубазарського каймакамства.
Після анексії Кримського ханства Російською імперією, у 1784 році село було приписане до Перекопського повіту Таврійської області. Після Павловських реформ, з 1792 по 1802 рік входило до Перекопського повіту Новоросійської губернії. За новим адміністративним поділом, після створення 8 (20) жовтня 1802 Таврійської губернії, Камбар був включений до складу Біюк-Тузакчинської волості Перекопського повіту.
Згідно з Відомістю про усі селища, що в Перекопському повіті перебувають… від 21 жовтня 1805 року в селі Камбар числилося 8 дворів, 27 жителів — кримських татар. На військовій топографічній карті Кримського півострова, складеній у 1817 році генерал-майором Семеном Олександровичем Мухіним в селі Камбар нараховується 4 двори. На топографічній карті півострова Крим полковника Бєтєва і підполковника Оберга, виданій Військово-топографічним депо у 1842 році село позначені руїни села Камбар. Надалі в джерелах XIX сторіччя відомостей про село з такою назвою відсутні.
Знову село зустрічається у Статистичному довіднику Таврійської губернії за 1915 рік в Ак-Шеіхській волості Перекопського повіту.
Згідно зі Списком населенних пунктів Кримської АРСР до Всесоюзного перепису населення 17 грудня 1926 року село Камбар (вакуф) входило до складу Моллаларскої сільради Джанкойського району.
18 травня 1944 року, згідно з постановою ДКО № 5859 від 11 травня 1944 року, кримські татари були депортовані у Середню Азію. 18 травня 1948 року указом Президії Верховної Ради РРФСР Камбар-Вакуф був перейменований на село Перепілкино.

## Населення
За переписом населення України 2001 року в селі мешкало 659 осіб.

### Мова
Розподіл населення за рідною мовою за даними перепису 2001 року:
| Мова              | Відсоток |
| ----------------- | -------- |
| кримськотатарська | 46,73 %  |
| російська         | 45,66 %  |
| українська        | 5,33 %   |
| білоруська        | 0,30 %   |
| інші              | 1,98 %   |